# (37941) 1998 HS6
1998 HS6 (asteroide 37941) é um asteroide da cintura principal. Possui uma excentricidade de 0.03906120 e uma inclinação de 7.09512º.
Este asteroide foi descoberto no dia 22 de abril de 1998 por ODAS em Caussols.